# Alfredo Carpaneto
Alfredo Renato Carpaneto (Roma, 4 gennaio 1915 – Groß Blumenau, 26 gennaio 1945) è stato un militare austriaco di origini italiane, sottufficiale carrista che si distinse tra i comandanti di carri armati dell'Herr durante la Seconda guerra mondiale, insignito postumo della Croce di Cavaliere della Croce di Ferro.
Cresciuto a Vienna con la madre austriaca dopo la morte del padre italiano, caduto durante la Prima Guerra Mondiale, si diplomò alla prestigiosa Akademie der bildenden Künste Wien, all'epoca una delle più importanti accademie d'arte del mondo, nella quale insegnò come Assistente. Membro del movimento artistico della Secessione viennese, fu un pittore molto apprezzato. 
Coscritto nell'esercito tedesco, durante la Seconda Guerra Mondiale raggiunse il grado di unteroffizier nella tedesca Panzerwaffe, distruggendo oltre 50 carri avversari, operando in entrambi i fronti del secondo conflitto mondiale prima di rimanere ucciso in azione sul fronte orientale nei pressi di Pillau (ora Baltijsk), nell'allora Prussia Orientale. Viene ricordato come uno dei capocarri di maggior successo nella storia militare.